# Ôntico
Ôntico (do grego ὄν, flexão ὄντος: "do que é") é existência física, real e factual. Refere-se à dimensão concreta e específica e local do Ente. É um conceito do campo da Ontologia.
A Ontologia Tradicional ocupa-se exclusivamente do campo do Ente, enquanto que a Ontologia Fundamental também se ocupa da questão do Ser.

## O Ôntico de Martin Heiddeger
A ontologia de Heidegger propõe que a existência de propriedades e características concretas do Ente (o Ôntico) seja diverso da específicidade de qualquer Ente ter e revelar as suas características (o Ontológico).
O Ente (Ôntica) passa a mais como Ser (Ontológica), revelando possibilidade e necessidade.
Ao chamar-lhe Ontologia Fundamental, Heidegger separa-a da Ontologia Tradicional considerando que esta estaria limitada por não distinguir a existência do Ser da existência das suas características, revelando assim um carácter mais profundo.